# Franz Eyssenhardt
Franz Rudolph Eyssenhardt (* 6. März 1838 in Berlin; † 30. November 1901 in Hamburg) war ein deutscher Altphilologe.

## Leben
Eyssenhardt studierte an der Friedrich-Wilhelms-Universität Berlin Philologie. Anschließend wurde er Lehrer eines Gymnasiums in Werden. 1868/1869 reiste er durch Italien und wurde 1876 Professor an der Gelehrtenschule des Johanneums. Die Stadtbibliothek Hamburgs leitete er schließlich ab 1882.
Zusammen mit dem Philologen Henri Jordan publizierte Eyssenhart 1864 die zweibändigen Scriptores historiae Augustae sowie 1868 als alleiniger Herausgeber die Werke des Ambrosius Theodosius Macrobius. Seit 1883 gab er die jährlichen Mitteilungen aus der Hamburger Stadtbibliothek heraus. Ferner verfasste er zwölf Artikel für die Allgemeine Deutsche Biographie.
Er war mit der Hamburger Porträtmalerin Mathilde Eyssenhardt verheiratet; gemeinsam hatten sie zwei Kinder.

## Werke
- Die Homerische Dichtung (Berlin 1875)
- Epistula urbica (Hamburg 1879)
- Römisch und Romanisch (Berlin 1882)
- Hadrian und Florus (Berlin 1882)
- Barthold Georg Niebuhr: ein biographischer Versuch (Gotha 1886)
- Aus dem geselligen Leben des 17. Jahrhunderts (Berlin 1887)
- Die Verschwörung gegen Venedig im Jahre 1618 (Hamburg 1888) (Digitalisat)
- Arzneikunst und Alchimie im 17. Jahrhundert (Hamburg 1890)
- Italien, Schilderungen alter und neuer Dichter (Hamburg 1890)